# 田中しおり
田中 しおり（たなか しおり、2000年5月24日 - ）は、日本の女性声優。神奈川県出身。81プロデュース所属。

## 来歴
元々は子役として活動していた。しかし、あまり顔出しの演技については好きではなかった。ラジオドラマに出演した経験があり、進路を決める際に「あの仕事をずっとやっていたい」と思い、声優の道を志した。最も影響を受けたアニメは『HUNTER×HUNTER』。
第13回81オーディションで特別賞、プロダクション・アイジー賞、サミー賞を同時受賞。2022年9月1日付で81プロデュースのジュニア所属となる。

## 人物
趣味・特技は鍋つゆ集め、イラスト、声楽、ワイシャツの襟の判別、御朱印集め。
声楽を中学生の頃に習っていた。コンクールに出場し受賞したこともある。
過去に水泳・バスケ・ジャズダンス・フラダンスもやっていた。
目標とする声優は水樹奈々。

## 出演

### テレビアニメ
- 前橋ウィッチーズ（2025年、茜[5][6]、候補者[5][7]、お客[5][8]、同級生[5][9]）

### 劇場アニメ
- 劇場版アイドリッシュセブン LIVE 4bit BEYOND THE PERiOD（2023年）

### Webアニメ
- Duel Masters LOST 〜追憶の水晶〜（2024年、キャンプ客A[10]）

### ゲーム
- 原神（2023年、デラロッシュ、モニオ 他）
- De:lithe Last Memories（2024年、浅倉モモカ[11]）
- クッキーラン：キングダム（2024年、抜け目ない研究員）

### ドラマCD
- THE IDOLM@STER MILLION C@STING 03 ミステイク・マーダー!（看護師）
- パーフェクトアディクション（女子）

### ラジオドラマ
- スーツケース・キッド～バイバイ　わたしのおうち～

### 吹き替え
- NCIS:LA 〜極秘潜入捜査班（2025年、ババラ）

### ボイスオーバー
- ZIP!

### オーディオブック
- ここでは猫の言葉で話せ（2023年、ナレーター[12]）
- 明日の世界で星は煌めく（2024年、ナレーター[12]）
- こんな小説、書かなければよかった。（2024年、ナレーター[12]）
- パパ活ＪＫの弱みを握ったので、犬の散歩をお願いしてみた。(2024年、ナレーター[12]）
- パワハラ限界勇者、魔王軍から好待遇でスカウトされる（2024年、ナレーター[12]）
- キミと僕の最後の戦場、あるいは世界が始まる聖戦 (2024年、ナレーター[12]）

### ボイスコミック
- 主人恋日記（生徒）

### テレビドラマ
- ゲゲゲの女房（智美）
- 鈴木先生
- ちびまる子ちゃん

### テレビ番組
- あつまれ!アースキッズ
- おやこでクッキング[2]
- たましいの授業 小森純篇（妹）
- 24時間テレビ 「愛は地球を救う」（ナレーション[2]）
- わたしが子どもだったころ

### CM
- 花王ビオレ「ビオレU」（ナレーション）
- ジュエルペットDS
- ベスト電器（CMソング）

### イベント
- 第18回81オーディション アシスタント
- 奥野香耶生誕祭2025　MC[13]

### 映像
- 第5回ヒューマンアカデミーロボプロ全国大会 ダイジェスト版 ナレーション
- 駒田航のKomastagram 第56回ゲスト[14]
- ラスメモアフタースクール[15]

### ラジオ
- 水島裕のせたがや Funtime（9 - 11月アシスタント[16]）

### 舞台
- CHANCE2008[17]
- PRESENT2008